# Crooks (rapper)
Crooks, artiestennaam van Juliandri Frans (Spijkenisse, 22 augustus 1991), is een Nederlands rapper. Zijn debuutsessie bij het BNN-multimediakanaal 101Barz werd bijna twee miljoen maal bekeken. Voor zijn aandeel in Boyz in de hood vol. 1 ontving hij een State Award.

## Biografie
Hij is een broer van Julliard (Hef) en een halfbroer van Julmar Simons (Adje). Met hen ging hij in 2008 naar de studio van 101Barz, het multimediale kanaal van BNN. Hier maakte hij op zestienjarige leeftijd zijn debuut met een studiosessie die uiteindelijk bijna twee miljoen maal werd bekeken. Hetzelfde jaar namen ze met z'n drieën een mixtape op, getiteld Boyz in de hood vol. 1; dit album leverde hen een State Award op.
Tijdens de 101Barz-sessie was hij nog leerplichtig en het duurde nog tot 2011 voordat hij zijn debuutalbum uitbracht, getiteld Absentie. In 2013 kwam het toeval samen dat zowel hij als Hef door relatieproblemen naar hun moeder terugkeerden. In deze tijd schreven ze aan een nieuw album dat ze uitbrachten onder de titel Freddy & Bundy. Het album sloeg aan en bereikte nummer 38 in de Album Top 100. Hij nam vaker werk op met zijn broers. Ook is hij bijvoorbeeld te horen op het album 13 van Hef. In december 2015 en begin 2016 werkte hij mee aan twee singles die de Tip 30 bereikten, en in 2016 kwam hij met Kevin met Wazig die de Top 100 schampte.

## Discografie
Albums
| Jaar | Nummer                 | Opmerkingen                                           |
| ---- | ---------------------- | ----------------------------------------------------- |
| 2008 | Boyz in de hood vol. 1 | mixtape samen met Hef en A'donis, winnaar State Award |
| 2011 | Absentie               |                                                       |
| 2013 | Freddy & Bundy         | samen met Hef, nr. 129 in Vlaanderen                  |
| 2021 | Boyz in de Hood 2      | samen met Hef en Adje                                 |

Singles
| Jaar | Act    | Nummer        |
| ---- | ------ | ------------- |
| 2019 | Crooks | Broertje      |
| 2017 | Crooks | Commercieel   |
| 2017 | Crooks | Whiskey Plain |
| 2016 | Crooks | Wat Is Geld   |

Featurings
| Jaar | Act                                                      | Nummer               |
| ---- | -------------------------------------------------------- | -------------------- |
| 2010 | SirOJ met Hef, Crooks & Adje                             | Wat Wil Je           |
| 2010 | Hef met Crooks                                           | Vergeef Me           |
| 2011 | U-Niq met RBDjan, Crooks & Kleine Viezerik               | Vuile Was            |
| 2012 | Hef met Crooks                                           | Hoogvliet            |
| 2013 | Adje met MocroManiac, Hef, Crooks                        | 'Gangsta             |
| 2014 | Migiboss met Crooks & Hef                                | Uit De Goot          |
| 2016 | Kevin met Crooks                                         | Wazig                |
| 2016 | Hef met Crooks                                           | Droom                |
| 2016 | Hef met Crooks                                           | Kijk Nu              |
| 2017 | Deejay Abstract met Adje, Dio & Crooks                   | 10 Cijfers           |
| 2017 | Jermaine Niffer, Crooks, Hansie                          | 10 Cijfers           |
| 2017 | Crooks, ROLLÀN, Dinero & Def Major                       | Mowgli               |
| 2017 | Beckie met Crooks                                        | Oetchie              |
| 2017 | Bombastic met LangeSjaak, Murda & Crooks                 | Wacht effe           |
| 2017 | Bombastic B met Crooks                                   | Body Zo Dik          |
| 2017 | Capital Cnady met Justice Toch, Taylor Walcott & Crooks, | Whinen               |
| 2017 | Bang Bros met Crooks,                                    | Hou Niet Van Ze      |
| 2017 | Hef met Crooks, Lijpe                                    | Life Is Geen Game    |
| 2017 | Deejay Abstract met Crooks, Hef                          | Panchi               |
| 2018 | Frenchie B met Crooks                                    | Hold Up              |
| 2018 | Frenchie B met Crooks                                    | Backstabbers         |
| 2018 | Adje met Crooks                                          | Alles Groot          |
| 2018 | Spanker met Crooks, Jayh, Idaly                          | Op Wat Ze Is         |
| 2018 | Scottie met Crooks                                       | Lifestyle            |
| 2019 | Hef met Crooks                                           | Wanneer Zijn We Safe |
| 2019 | Hef met Crooks                                           | Op Een Dag           |
| 2020 | Hef met Crooks                                           | Leugens              |
| 2021 | Hef met Adje en Crooks                                   | Niet doen alsof      |
| 2021 | Hef met Adje en Crooks                                   | 3 soldaten           |
| 2021 | Hef met Adje en Crooks                                   | Ons                  |